# Pedro Martínez Méndez
Pedro Martínez Méndez (Borriana, 1934 – Madrid, 30 de juny del 2005) va ser economista i sub-director del Banc d'Espanya.

## Biografia
Estudià Dret a la Universitat de Barcelona amb professors com Fabià Estapé, Josep Lluís Sureda i Joan Sardà. El 1961, entrà al Servei d'estudis del Banc d'Espanya per recomanació del seu cap i mestre Joan Sardà i Dexeus. Entre els anys 1963 i 1966 treballà a París, a la seu de l'OCDE. Reingressà al banc, i fou destinat en comissió de serveis a l'"Instituto de Crédito a Medio y Largo Plazo", organisme antecessor del futur "Instituto de Crédito Oficial". A començaments dels anys 70 tornà al servei d'estudis, on impulsà els estudis estadístics i contribuí decisivament a la creació de la base de dades de sèries històriques del Banc. Quan Luis Ángel Rojo reorganitzà el servei d'estudis, Pedro Martínez va ser posat al capdavant de l'Oficina d'Estudis Monetaris i Financers. Publicà nombrosos treballs sobre el sistema financer, el mercat de valors, el deute públic i les eines per a l'anàlisi de l'economia espanyola.
L'agost de l'any 1986 rebé el nomenament de Director General del Tresor , posició que li permeté influir en la liberalització del sistema financer tot eliminant-ne els darrers vestigis de l'intervencionisme administratiu hereu de l'autarquia franquista. Impulsà, així mateix, la Llei del Mercat de Valors i la creació de la CNMV (1988). Novament en el Banc d'Espanya, s'hi jubilà l'any 1994 com a Sub-director General.
Per encàrrec del Fons Monetari Internacional i del Banc Mundial, i en condició de consultor distingit, visità més de trenta països d'arreu del món.
Amant de la música, era un virtuós intèrpret de piano i clavicordi.

## Obres
- Las reservas internacionales españolas, article a Información Comercial Española núm. 338 (1961)
- Vicente Poveda, Pedro Martínez El empleo de tasas de variación como indicadores cíclicos Madrid: Banco de España, 1973
- El crédito del Banco de España al sistema bancario como instrumento de la política monetaria: objetivos y criterios de actuación Madrid: Banco de España, 1976
- Pedro Martínez, Raimundo Poveda Anadón Propuestas para una reforma del sistema financiero Madrid: Banco de España, 1978
- Los Tipos de interes del mercado interbancario: conferencia Madrid: Banco de España, 1979
- Monetary control by control of the monetary base: the Spanish experience Madrid: Banco de España, 1980
  - El control monetario a través de la base monetaria: la experiencia española Madrid: Banco de España, 1981
- José Manuel Olarra, Pedro Martínez La deuda Pública y la Ley General Presupuestaria Madrid: Banco de España, 1982
- El Proceso de ajuste de la economía española: 1973-1980 Madrid: Servicio de Estudios del Banco de España, 1982. ISBN 84-500-5186-X
- Pedro Martínez, Ignacio Garrido Rendimientos y Costes financieros en el Mercado Bursátil de Letras Madrid: Banco de España, 1982
- Los gastos financieros y los resultados empresariales en condicions de inflación Madrid: Banco de España, 1986
- Nuevos datos sobre la evolución de la peseta entre 1900 y 1936 Madrid: Banco de España, 1990
- Los beneficios de la banca 1970-1989 Madrid: Banco de España, 1991
- Intereses y resultados en pesetas constantes Madrid: Banco de España, 1991
- Tipos de interés, impuestos e inflación Madrid: Banco de España, 1992
- Efectos sobre la política española de una fiscalidad distorsionada por la inflación Madrid: Banco de España, 1993
- Fiscalidad, tipos de interés y tipo de cambio Madrid: Banco de España, 1993
- El Banco de España como "banco de bancos" (1900-1936), ponència a VIII Congreso de la Asociación Española de Historia Económica Santiago de Compostela, 2005

### Traduccions
Traduí obres d'economia de diversos autors: George Nikolaus Halm (1959), Ferdinando di Fenizio (1961 i 1969)